# Kevin Geniets
Kevin Geniets (Esch-sur-Alzette, 9 de enero de 1997) es un ciclista profesional luxemburgués que milita en el equipo Groupama-FDJ.

## Palmarés
2019
- 2.º en el Campeonato de Luxemburgo en Ruta

2020
- 3.º en el Campeonato de Luxemburgo Contrarreloj
- Campeonato de Luxemburgo en Ruta

2021
- Campeonato de Luxemburgo Contrarreloj
- Campeonato de Luxemburgo en Ruta

2024
- Gran Premio Ciclista La Marsellesa
- Campeonato de Luxemburgo en Ruta

## Resultados en Grandes Vueltas y Campeonatos del Mundo
| Carrera         | Carrera         | 2019 | 2020 | 2021 | 2022 | 2023 | 2024 | 2025 |
| --------------- | --------------- | ---- | ---- | ---- | ---- | ---- | ---- | ---- |
|                 | Giro de Italia  | —    | —    | —    | —    | —    | —    | 33.º |
|                 | Tour de Francia | —    | —    | —    | 47.º | 41.º | 58.º | —    |
|                 | Vuelta a España | —    | —    | 85.º | —    | —    | Ab.  | —    |
| Mundial en Ruta | Mundial en Ruta | —    | —    | Ab.  | 21.º | Ab.  | Ab.  | —    |

—: no participa
Ab.: abandono

## Equipos
- AG2R La Mondiale (stagiaire) (2017)[1]
- Groupama-FDJ Continental Team[2] (2019)[3]
- Groupama-FDJ[4] (2019[5]-)